# Martin Freeman
Martin John Christopher Freeman (n. 8 septembrie 1971, Aldershot, Anglia, Regatul Unit) este un actor englez. Este cel mai bine cunoscut pentru rolul lui Tim Canterbury din serialul britanic The Office, ca Dr. Watson în Sherlock sau ca Bilbo Baggins din trilogia lui Peter Jackson, Hobbitul.
Alte roluri notabile ale lui Freeman: Pur și simplu dragoste, Ghidul autostopistului galactic, Povestea nașterii sau The World's End (2013).

## Filmografie

### Film
| An   | Titlu                                     | Rol                            | Note           |
| ---- | ----------------------------------------- | ------------------------------ | -------------- |
| 1998 | I Just Want to Kiss You                   | Frank                          | Scurtmetraj    |
| 1999 | Exhaust                                   | The Car Owner                  | Scurtmetraj    |
| 2000 | The Low Down                              | Solomon                        |                |
| 2001 | Round About Five                          | The Man                        | Scurtmetraj    |
| 2001 | Fancy Dress                               | Pirate                         |                |
| 2002 | Ali G Indahouse                           | Richard Cunningham             |                |
| 2003 | Love Actually                             | John                           |                |
| 2004 | Blake's Junction 7                        | Vila                           | Scurtmetraj    |
| 2004 | Call Register                             | Kevin                          |                |
| 2004 | Shaun of the Dead                         | Declan                         | Cameo          |
| 2005 | The Hitchhiker's Guide to the Galaxy      | Arthur Dent                    |                |
| 2006 | Confetti                                  | Matt Norris                    |                |
| 2006 | Breaking and Entering                     | Sandy Hoffmann                 |                |
| 2007 | Dedication                                | Jeremy                         |                |
| 2007 | The Good Night                            | Gary Shaller                   |                |
| 2007 | Hot Fuzz                                  | Met. Sergeant                  |                |
| 2007 | Lonely Hearts                             | The Pig                        | Scurtmetraj    |
| 2007 | The All Together                          | Chris Ashworth                 |                |
| 2007 | Rubbish                                   | Kevin                          | Scurtmetraj    |
| 2007 | Nightwatching                             | Rembrandt van Rijn             |                |
| 2008 | Rembrandt's J'Accuse                      | Rembrandt van Rijn             | Documentar     |
| 2009 | Nativity!                                 | Paul Maddens                   |                |
| 2009 | Swinging with the Finkels                 | Alvin Finkel                   |                |
| 2010 | Wild Target                               | Hector Dixon                   |                |
| 2010 | The Girl is Mime                          | Clive Buckle                   | Scurtmetraj    |
| 2011 | What's Your Number?                       | Simon                          |                |
| 2012 | The Pirates! Band of Misfits              | The Pirate with a Scarf (voce) |                |
| 2012 | Animals                                   | Albert                         |                |
| 2012 | The Hobbit: An Unexpected Journey         | Bilbo Baggins                  |                |
| 2013 | The World's End                           | Oliver Chamberlain             |                |
| 2013 | Svengali                                  | Don                            |                |
| 2013 | Salvându-l pe Moș Crăciun                 | Bernard D. Elf (voce)          |                |
| 2013 | The Hobbit: The Desolation of Smaug       | Bilbo Baggins                  |                |
| 2013 | The Voorman Problem                       | Dr. Williams                   | Scurtmetraj    |
| 2014 | The Hobbit: The Battle of the Five Armies | Bilbo Baggins                  |                |
| 2015 | Midnight of My Life                       | Steve Marriott                 | Scurtmetraj    |
| 2015 | Tubby Hayes: A Man in a Hurry             | Narator                        | Documentar     |
| 2016 | Whiskey Tango Foxtrot                     | Iain MacKelpie                 |                |
| 2016 | Captain America: Civil War                | Everett K. Ross                |                |
| 2017 | Ghost Stories                             | Mike Priddle                   |                |
| 2017 | Cargo                                     | Andy Rose                      |                |
| 2018 | Black Panther                             | Everett K. Ross                |                |
| 2019 | The Operative                             | Thomas                         |                |
| 2019 | Ode to Joy                                | Charlie                        |                |
| 2020 | A Christmas Carol                         | Bob Cratchit (voce)            |                |
| 2022 | Black Panther: Wakanda Forever            | Everett K. Ross                | Post-producție |

### Televiziune
| An        | Titlu                                 | Rol                      | Note                                               |
| --------- | ------------------------------------- | ------------------------ | -------------------------------------------------- |
| 1997      | The Bill                              | Craig Parnell            | Episodul: "Mantrap"                                |
| 1997      | This Life                             | Stuart                   | Episodul: "Last Tango in Southwark"                |
| 1998      | Casualty                              | Ricky Beck               | Episodul: "She Loved the Rain"                     |
| 1998      | Picking up the Pieces                 | Brendan                  | Episodul: "1.7"                                    |
| 2000      | Bruiser                               | Diverse roluri           | 6 episoade                                         |
| 2000      | Lock, Stock...                        | Jaap                     | 2 episoade                                         |
| 2000      | Black Books                           | Doctor                   | Episodul: "Cooking the Books"                      |
| 2001      | World of Pub                          | Diverse roluri           | 5 episoade                                         |
| 2001      | Men Only                              | Jamie                    | Film TV                                            |
| 2001–2003 | The Office                            | Tim Canterbury           | 14 episoade                                        |
| 2002      | Helen West                            | DC Stone                 | 3 episoade                                         |
| 2002      | Linda Green                           | Matt                     | Episodul: "Easy Come, Easy Go"                     |
| 2003      | Charles II: The Power and The Passion | Lord Shaftesbury         | Miniserial                                         |
| 2003      | The Debt                              | Terry Ross               | Film TV                                            |
| 2003      | Margery and Gladys                    | D.S. Stringer            | Film TV                                            |
| 2003–2004 | Hardware                              | Mike                     | 12 episoade                                        |
| 2004      | Pride                                 | Fleck                    | Film TV                                            |
| 2005      | The Robinsons                         | Ed Robinson              | 6 episoade                                         |
| 2007      | Comedy Showcase                       | Greg Wilson              | Episodul: "Other People"                           |
| 2007      | The Old Curiosity Shop                | Mr. Codlin               | Film TV                                            |
| 2008      | When Were We Funniest?                | Himself                  | 4 episoade                                         |
| 2009      | Boy Meets Girl                        | Danny Reed               | Miniserial                                         |
| 2009      | Micro Men                             | Chris Curry              | Film TV                                            |
| 2010–2017 | Sherlock                              | Dr. John Watson          | 13 episoade                                        |
| 2014–2015 | Fargo                                 | Lester Nygaard / Narator | 11 episoade                                        |
| 2014      | The Life of Rock with Brian Pern      | Young Brian Pern         | Episodul: "Jukebox Musical"                        |
| 2014      | Saturday Night Live                   | Host                     | Episodul: "Martin Freeman/Charli XCX"              |
| 2015      | The Eichmann Show                     | Milton Fruchtman         | Film TV                                            |
| 2015      | Robot Chicken                         | Reverend Parris (voce)   | Episodul: "Zero Vegetables"                        |
| 2015      | Toast of London                       | Himself                  | Episodul: "Global Warming"                         |
| 2015      | Stick Man                             | Stick Man (voce)         | Film TV                                            |
| 2016–2017 | StartUp                               | Phil Rask                | 20 episoade                                        |
| 2017      | Carnage: Swallowing the Past          | Jeff                     | Film TV                                            |
| 2018      | To Provide All People                 | Consultant Cardiologist  | Film TV                                            |
| 2019      | A Confession                          | Det. Supt. Steve Fulcher | 6 episoade                                         |
| 2020–2023 | Breeders                              | Paul Worsley             | Rol principal; also creator and executive producer |
| 2020      | Talking Heads                         | Graham                   | Episodul: "A Chip in the Sugar"                    |
| 2021      | DuckTales                             | Poe De Spell (voce)      | Episodul: "The Life and Crimes of Scrooge McDuck!" |
| 2022      | The Responder                         | Chris                    | Five-part drama                                    |
| 2022      | Angelyne                              | Harold Wallach           |                                                    |
| 2022      | Secret Invasion                       | Everett K. Ross          | Filmări                                            |

## Legături externe
- http://www.cinemagia.ro/actori/martin-freeman-22101/